# ゲイリー・マシューズ・ジュニア
ゲイリー・マシューズ・ジュニア（Gary Nathaniel Matthews Jr., 1974年8月25日 - ）は、アメリカ合衆国カリフォルニア州サンフランシスコ出身の元プロ野球選手（外野手）。右投両打。
父のゲイリー・マシューズ・シニアは、1973年にルーキー・オブ・ザ・イヤーを獲得している元メジャーリーガーである。

## 経歴

### プロ入りとパドレス時代
1993年6月3日、ドラフト13巡目でサンディエゴ・パドレスから指名を受けた。しかし、すぐにプロ入りには至らずに、翌1994年5月25日になってようやく契約を結んだ。同年は、ノースウェストリーグ (A - 級) のスポケーン・インディアンスに配属され、52試合に出場した。打撃では打率.209・18打点・3盗塁・OPS0.538という成績に終わり、また、出場試合数を上回る58三振を喫し、ミート面で課題を残した。守備では51試合で外野を守り (ポジションの内訳は不明) 、4失策・守備率.960と不安定だった。また、1試合でセカンドの守りにも就いた。
1995年、マイナーリーグベースボールでのランクを1つ上げ、ミッドウェストリーグ (A級) のクリントン・ランバーキングスで1シーズン、プレーした。ランバーキングスで128試合に出場し、打率.238・2本塁打・40打点という打撃成績を残したほか、盗塁を36回試みて28回成功 (成功率78％) させ、走力をアピールした。守備面では、ライトを81試合・センターを46試合で守ったが、通算9失策・守備率.966という成績に終わった。
1996年は、A + 級カリフォルニアリーグのランチョクカモンガ・クエークスに所属。123試合に出場して打率.271・7本塁打・54打点という打撃成績を残した。また、二塁打21本・三塁打11本と合わせて39本の長打を放ち、バッティング面で大きく成長した。一方で、前年に高い能力を見せた走塁面では、盗塁に15回トライして7回しか成功せず、不安定さが露呈した。ポジションは引き続きライトがメインで、112試合で守備に就いた (センターは10試合) 。だが、トータルで16個もの失策を犯し、守備率が.934まで低下した。
1997年、前年に引き続いてクェークスに所属し、69試合に出場。バッティング面で更なる成長ぶりを見せ、打率.302・8本塁打・40打点・出塁率.416・OPS0.893という見事な打撃成績を残した。走塁面でもやや復活し、10盗塁を決めたほか、三塁打も4本放った。守備面では、センターを38試合とライトを30試合で守り、計5失策・守備率.959という成績だった。また、この年は1つランクが上のサザンリーグ (AA級) のモービル・ベイベアーズへの昇格も経験。ベイベアーズでは28試合でプレーしたが、打率.244・2本塁打・12打点という低調な成績に終わった。クェークスとの合計では、97試合の出場で打率.288・10本塁打・52打点・14盗塁という成績を記録した。なお、ベイベアーズでの守備成績は、26試合でライトを守って2失策・守備率.960という成績だった。
1998年は、1シーズン通じてベイベアーズに所属。出場試合数は72試合に留まったが、打率.307・7本塁打・51打点・11盗塁という好成績をマークした。また、50三振に対して四球を55個選んで選球眼の良さを発揮し、出塁率は.428という高率だった。走塁面では前述の11盗塁に対し、盗塁死は僅かに1つだけであり、成功率は92％だった。守備では68試合で外野 (ポジションの内訳は不明) を守ってエラーを1つだけに留め、守備率.995という成績を残した。
1999年は、マイナーで最上位のAAA級であるパシフィックコーストリーグのラスベガス・スターズに昇格。スターズでは121試合に出場し、打率.256・9本塁打・52打点・17盗塁という成績を残した。守備ではセンター専業になり、120試合で守りに就いた。守備成績は、7失策・守備率.976という内容だった。なお、この年はメジャーデビューも飾った。デビュー戦は6月4日の対シアトル・マリナーズ戦で、「7番・ライト」でスタメン出場したが、2打数無安打に終わった。一方で、四球を2つ選び、マイナーで見せていた選球眼の良さの一端をアピールした。メジャーでは23試合に出場し、打率は.222ながら出塁率は.378という高率だった。守備面では外野の全ポジションを守り分け、ライト9試合・レフト6試合・センター2試合で無失策だった。

### カブス時代
2000年3月23日、ロドニー・マイヤーズとのトレードにより、シカゴ・カブスに移籍した。この年はメジャーでの出番が大幅に増え、80試合でプレーした。打撃面では打率.190と不振だったが、メジャー初本塁打を含む4本塁打を放った。また、2三塁打・3盗塁 (盗塁死は0) を記録して、マイナー時代に発揮していたスピードの能力を垣間見せた。守備ではレフトをメイン (46試合) に守ったが、センター (21試合) とライト (1試合) も少しずつ守った。レフトでは2失策を犯し、守備率.966という成績に終わった。なお同年、AAA級のアイオワ・カブスでも60試合に出場。打率.242・5本塁打・22打点・6盗塁という成績を記録した。守備面では、メジャーではレフトを守る機会が多かったが、マイナーではセンターを39試合・ライトを21試合で守り、逆にレフトの守りに就く事はなかった。2ポジションの通算成績は4失策・守備率.970だった。
2001年はセンターのレギュラー格で起用され、106試合に出場したが、打撃面では打率.217・9本塁打・30打点という低調な成績に終わった。センターの守備は、88試合で守りに就いて4失策・守備率.975・3補殺という成績を記録。また、20試合でレフト・1試合でライトも守ったが、これら2ポジションでは無失策だった。8月10日、ウェーバーに掛けられ、実質上の戦力外となった。

### パイレーツ時代
ウェーバーに対してピッツバーグ・パイレーツが手を挙げ、マシューズはパイレーツに移籍した。ここでもセンターのレギュラーとして起用され、46試合に出場した。打率は.245と、依然として低打率だったものの、長打の生産ペースが上昇して長打率が.400を超えた (.401) 。守備ではセンターを44試合で守り、3失策・守備率.971・1補殺という成績だった。カブスとの通算打撃成績は、152試合に出場して打率.227・14本塁打・44打点・8盗塁、センターの守備成績は132試合で7失策・守備率.973・4補殺という内容だった。

### メッツ時代

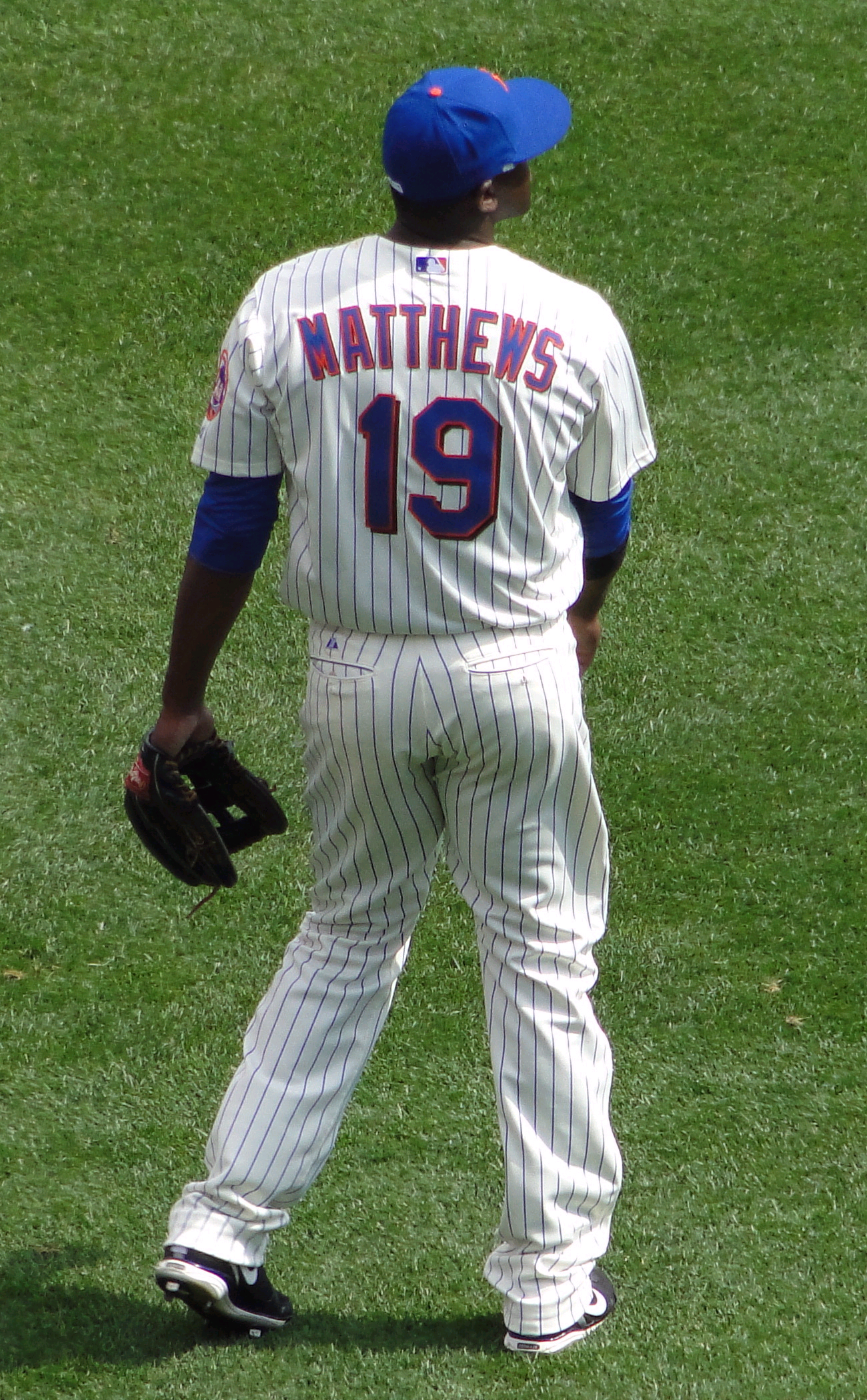
ニューヨーク・メッツ時代

2001年度シーズンオフの12月28日、ニューヨーク・メッツがパイレーツからマシューズを買い取る形で、メッツに移籍した。
2002年、メッツでは2試合に出場しただけであった。1試合では代打で出場し、打席に入ったが無安打だった (4月1日の対パイレーツ戦) 。また、もう1試合では代走のみの出場だった (4月3日の対パイレーツ戦) 為、いずれの試合でも守備に就く事はなかった。

### オリオールズ時代
メッツで代走として試合出場した同4月3日、ジョン・ベイルとのトレードによりボルチモア・オリオールズに移籍。オリオールズでは、ライトを中心に外野の3ポジションを守り分け、外野のレギュラー格として109試合に出場。打率.276・7本塁打・38打点という成績を残した。また、持ち前の走力も発揮し、盗塁を15個 (成功率75％) 決めた。ちなみにメッツ時代の1打数を加算すると、打率.275である。
2003年は前年と変わり、センターのレギュラーに定着。41試合に出場したが、打率.204・2本塁打・20打点という打撃成績に終わり、打撃不振を呈した。また、走塁面も同様に不振であり、盗塁に3回挑戦したが、全て失敗した5月23日、ウェーバー公示された。

### パドレス復帰
ウェーバーにより、5月23日に古巣のパドレスに復帰した。復帰後は守備位置こそ日替わりながら、コンスタントに出場機会を得て103試合でプレーした。バッティング面では復調し、打率.271・4本塁打・22打点という打撃成績を記録。また、走塁面でも12盗塁を決めた。
オリオールズとの通算では144試合に出場し、リーグを跨いだものの規定打席 (502打席) を上回る打席を記録。打率.248・6本塁打・42打点・OPS0.675・12盗塁という成績だった。守備面では外野3ポジション合わせて、わずか1失策で守備率.996・4補殺という成績を残した。シーズンオフの11月24日、自身3度目となるウェーバー公示された。

### ブレーブス時代
ウェーバーでアトランタ・ブレーブスに拾われたが、翌2004年4月2日にブレーブスから放出され、FAとなった。

### レンジャーズ時代
開幕直前の4月8日、テキサス・レンジャーズと契約を結んだ。レンジャーズがマシューズを獲得したのは、外野の守備力に不安を抱えていた為である。同年は控え外野手として87試合でプレーし、打棒好調を維持。打率.275・11本塁打・36打点・OPS0.811・5盗塁という好成績を残し、特にOPSはキャリア初の0.800以上だった。外野の守備は、ライトを66試合・センターを30試合・レフトを3試合 (DRS + 2) で守った。ライトでは2失策を犯したが、DRSは + 2という数値を記録して、平均以上の守備力を発揮。センターは無失策・DRS + 5という成績で、ライトの守備よりも安定感を見せた。この活躍ぶりは、レギュラー格のレインス・ニックスの不振をカバーする見事な内容であり、それを評価されてレンジャーズと契約延長する事になった。
なお、2004年はマイナーでもプレーした。AAA級のオクラホマ・レッドホークスで38試合に出場し、打率.324・9本塁打・36打点・OPS1.037という見事な成績を記録。猛打を振るって、格の違いを見せつけた。守備面では37試合で外野を守り (ポジションの内訳は不明) 、2失策・守備率.971という成績を残した。
2005年は、ニックスのみならずリチャード・ヒダルゴも不振に陥った為、センターのレギュラー格の座をほぼ手中に収めた。この年は131試合に出場し、規定打席に到達した。打撃面では、打率こそ.255に低下したものの、自己最多 (当時) の17本塁打・55打点という成績を記録し、前年に開花したパワーがまぐれでない事を証明した。なお、1番や8番で起用される機会が多かったが、1番では打率.242・8番では打率.279という成績で、下位打線の方が適性を見せた。センターの守備 (97試合) では、失策はやや多く (5失策) 守備率が.981だったものの、5補殺という成績をマーク。レフトは5試合で守りに就いた。マイナーでは、フリスコ・ラフライダーズで1試合のみの出場だった。
2006年は1番打者として自己最高の打率.313・102得点を記録。オールスターに初めて選出され、9月13日のデトロイト・タイガース戦ではサイクル安打を記録。

### エンゼルス時代
2006年11月23日に5年総額5,000万ドルでロサンゼルス・エンゼルス・オブ・アナハイムと契約。1年しか活躍していないため過大評価というこえもあった。
2007年は前半戦で打率.279を記録したが、後半戦の打率は.211。シーズン終了後にはミッチェル報告書で不正薬物使用の疑惑があると記載された。
2008年はトリー・ハンターの加入に伴い出場機会が減少。打率は2割5分を下回った。

### メッツ時代
2010年1月22日にブライアン・ストークスとのトレードでニューヨーク・メッツへ移籍。6月4日にDFAとなり、6月15日に放出された。

### レッズ傘下時代
2010年6月23日にシンシナティ・レッズとマイナー契約を結んだが、7月24日にFAとなった。

## 詳細情報

### 年度別打撃成績
| 年 度      | 球 団      | 試 合 | 打 席 | 打 数 | 得 点 | 安 打 | 二 塁 打 | 三 塁 打 | 本 塁 打 | 塁 打 | 打 点 | 盗 塁 | 盗 塁 死 | 犠 打 | 犠 飛 | 四 球 | 敬 遠 | 死 球 | 三 振 | 併 殺 打 | 打 率 | 出 塁 率 | 長 打 率 | O P S |
| ---------- | ---------- | ----- | ----- | ----- | ----- | ----- | -------- | -------- | -------- | ----- | ----- | ----- | -------- | ----- | ----- | ----- | ----- | ----- | ----- | -------- | ----- | -------- | -------- | ----- |
| 1999       | SD         | 23    | 45    | 36    | 4     | 8     | 0        | 0        | 0        | 8     | 7     | 2     | 0        | 0     | 0     | 9     | 0     | 0     | 9     | 1        | .222  | .378     | .222     | .600  |
| 2000       | CHC        | 80    | 175   | 158   | 24    | 30    | 1        | 2        | 4        | 47    | 14    | 3     | 0        | 1     | 0     | 15    | 1     | 1     | 28    | 2        | .190  | .264     | .297     | .561  |
| 2001       | CHC        | 106   | 302   | 258   | 41    | 56    | 9        | 1        | 9        | 94    | 30    | 5     | 3        | 5     | 0     | 38    | 2     | 1     | 55    | 4        | .217  | .320     | .364     | .684  |
| 2001       | PIT        | 46    | 170   | 147   | 22    | 36    | 6        | 1        | 5        | 59    | 14    | 3     | 2        | 0     | 1     | 22    | 0     | 0     | 45    | 4        | .245  | .341     | .401     | .742  |
| '01計      | PIT        | 152   | 472   | 407   | 63    | 92    | 15       | 2        | 14       | 153   | 44    | 8     | 5        | 5     | 1     | 60    | 2     | 1     | 100   | 8        | .227  | .328     | .378     | .706  |
| 2002       | NYM        | 2     | 1     | 1     | 0     | 0     | 0        | 0        | 0        | 0     | 0     | 0     | 0        | 0     | 0     | 0     | 0     | 0     | 0     | 0        | .000  | .000     | .000     | .000  |
| 2002       | BAL        | 109   | 397   | 344   | 54    | 95    | 25       | 3        | 7        | 147   | 38    | 15    | 5        | 5     | 4     | 43    | 1     | 1     | 69    | 4        | .276  | .355     | .427     | .782  |
| '02計      | BAL        | 111   | 398   | 345   | 54    | 95    | 25       | 3        | 7        | 147   | 38    | 15    | 5        | 5     | 4     | 43    | 1     | 1     | 69    | 4        | .275  | .354     | .426     | .780  |
| 2003       | BAL        | 41    | 172   | 162   | 21    | 33    | 12       | 1        | 2        | 53    | 20    | 0     | 3        | 0     | 0     | 9     | 0     | 1     | 29    | 4        | .204  | .250     | .327     | .577  |
| 2003       | SD         | 103   | 341   | 306   | 50    | 83    | 19       | 1        | 4        | 116   | 22    | 12    | 5        | 0     | 0     | 34    | 0     | 1     | 66    | 4        | .271  | .346     | .379     | .725  |
| '03計      | SD         | 144   | 513   | 468   | 71    | 116   | 31       | 2        | 6        | 169   | 42    | 12    | 8        | 0     | 0     | 43    | 0     | 2     | 95    | 8        | .248  | .314     | .361     | .675  |
| 2004       | TEX        | 87    | 317   | 280   | 37    | 77    | 17       | 1        | 11       | 129   | 36    | 5     | 1        | 0     | 3     | 33    | 5     | 1     | 64    | 1        | .275  | .350     | .461     | .811  |
| 2005       | TEX        | 131   | 526   | 475   | 72    | 121   | 25       | 5        | 17       | 207   | 55    | 9     | 2        | 1     | 3     | 47    | 1     | 0     | 90    | 11       | .255  | .320     | .436     | .756  |
| 2006       | TEX        | 147   | 690   | 620   | 102   | 194   | 44       | 6        | 19       | 307   | 79    | 10    | 7        | 0     | 8     | 58    | 5     | 4     | 99    | 8        | .313  | .371     | .495     | .866  |
| 2007       | LAA        | 140   | 579   | 516   | 79    | 130   | 26       | 3        | 18       | 216   | 72    | 18    | 4        | 0     | 6     | 55    | 6     | 2     | 102   | 12       | .252  | .323     | .419     | .742  |
| 2008       | LAA        | 127   | 477   | 426   | 53    | 103   | 19       | 3        | 8        | 152   | 46    | 8     | 3        | 0     | 2     | 45    | 2     | 4     | 95    | 12       | .242  | .319     | .357     | .676  |
| 2009       | LAA        | 103   | 360   | 316   | 44    | 79    | 19       | 2        | 4        | 114   | 50    | 4     | 1        | 0     | 2     | 40    | 2     | 2     | 74    | 4        | .250  | .336     | .361     | .697  |
| 2010       | NYM        | 36    | 65    | 58    | 9     | 11    | 3        | 0        | 0        | 14    | 1     | 1     | 0        | 1     | 0     | 6     | 1     | 0     | 24    | 1        | .190  | .266     | .241     | .507  |
| 通算：12年 | 通算：12年 | 1281  | 4617  | 4103  | 612   | 1056  | 225      | 29       | 108      | 1663  | 484   | 95    | 36       | 13    | 29    | 454   | 26    | 18    | 849   | 72       | .257  | .332     | .405     | .737  |

### 獲得タイトル・記録
- オールスター選出 1回（2006年）
- サイクルヒット達成 1回（2006年9月13日）

### 背番号
- 21 (1999年)
- 51 (2000年)
- 19 (2001年 - 同年途中, 2010年)
- 22 (2001年途中 - 同年終了)
- 25 (2002年 - 同年途中)
- 36 (2002年途中 - 2003年途中)
- 13 (2003年途中 - 同年終了)
- 14 (2004年 - 2006年)
- 24 (2007年 - 2009年)